# ミヤマシジミ
ミヤマシジミ（深山小灰蝶、Lycaeides argyrognomom）は、チョウ目（鱗翅目）シジミチョウ科ヒメシジミ亜科に分類される蝶の一種。

## 概要

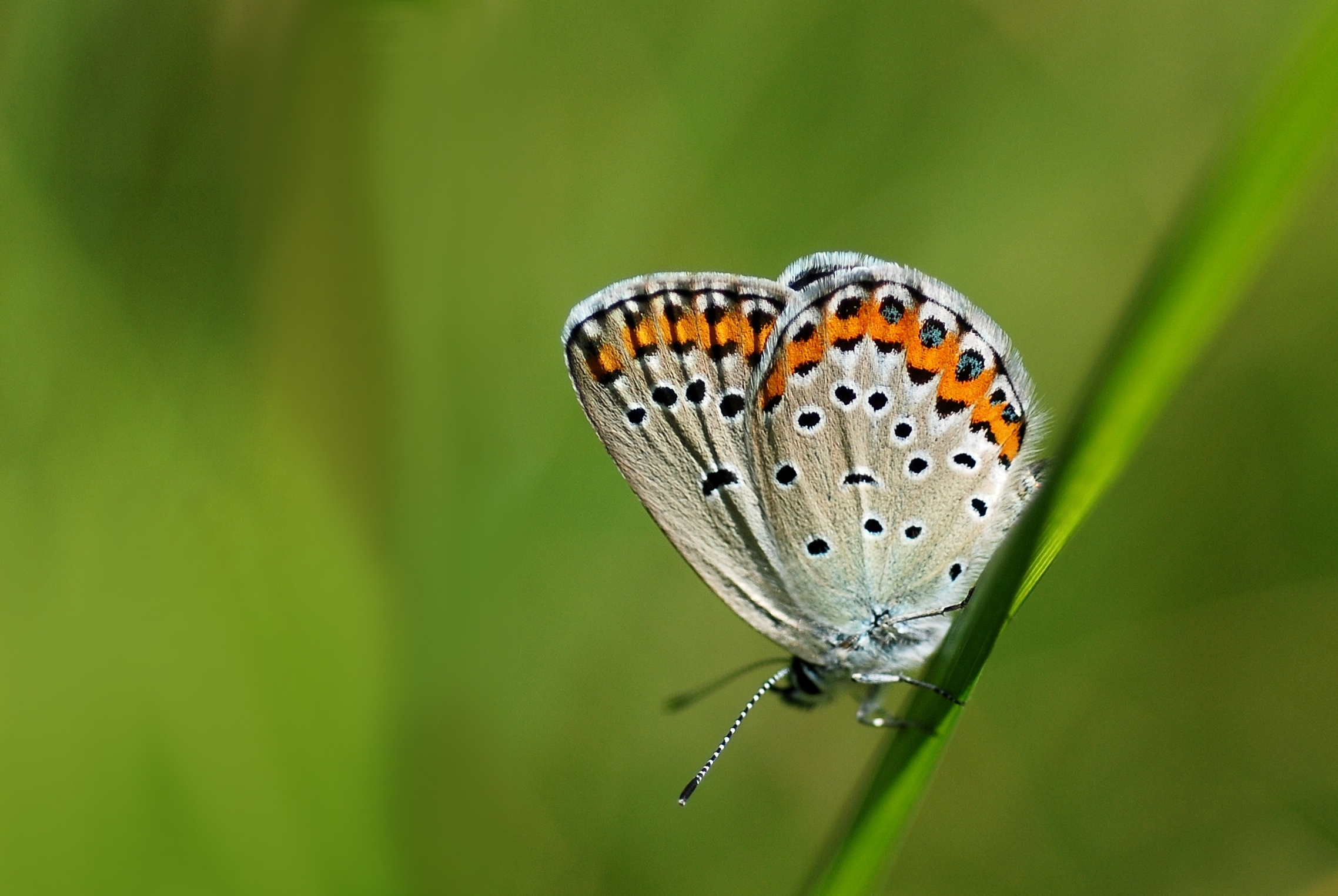

翅裏は灰色で、外周に沿ってオレンジの帯が入る。ヒメシジミやアサマシジミと似ており、とくにヒメシジミとは長らく混同されていた。本種はオレンジ帯の中にある黒斑に水色の構造色がある点で他2種と区別可能。また翅表の色味はアサマに比べやや紫がかる。
平地では年4-5回、山地では1-3回発生する。他2種は秋には見られない。
越冬態は卵である。幼虫はコマツナギのみの単食性。

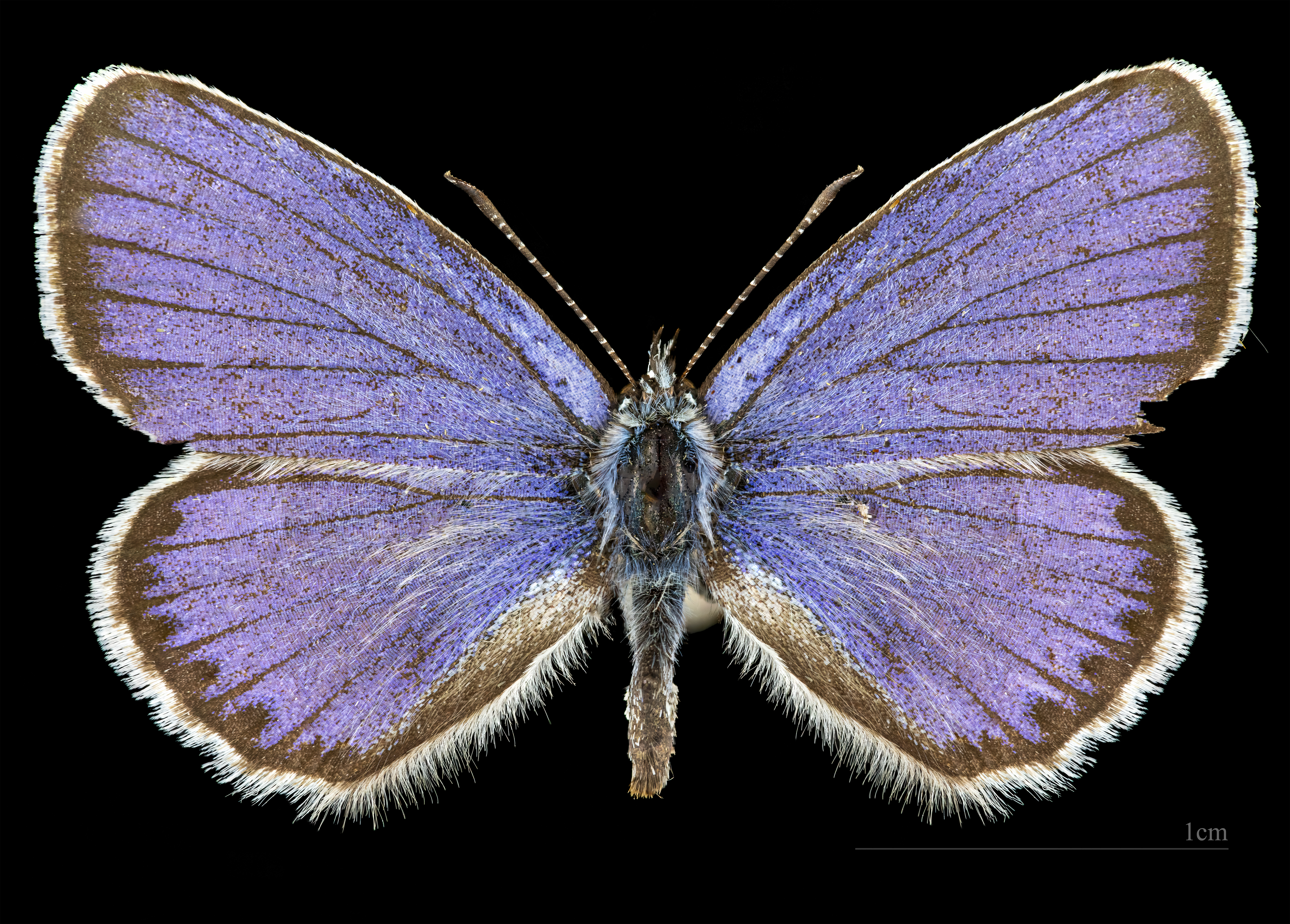
Plebejus a. argyrognomon ♂
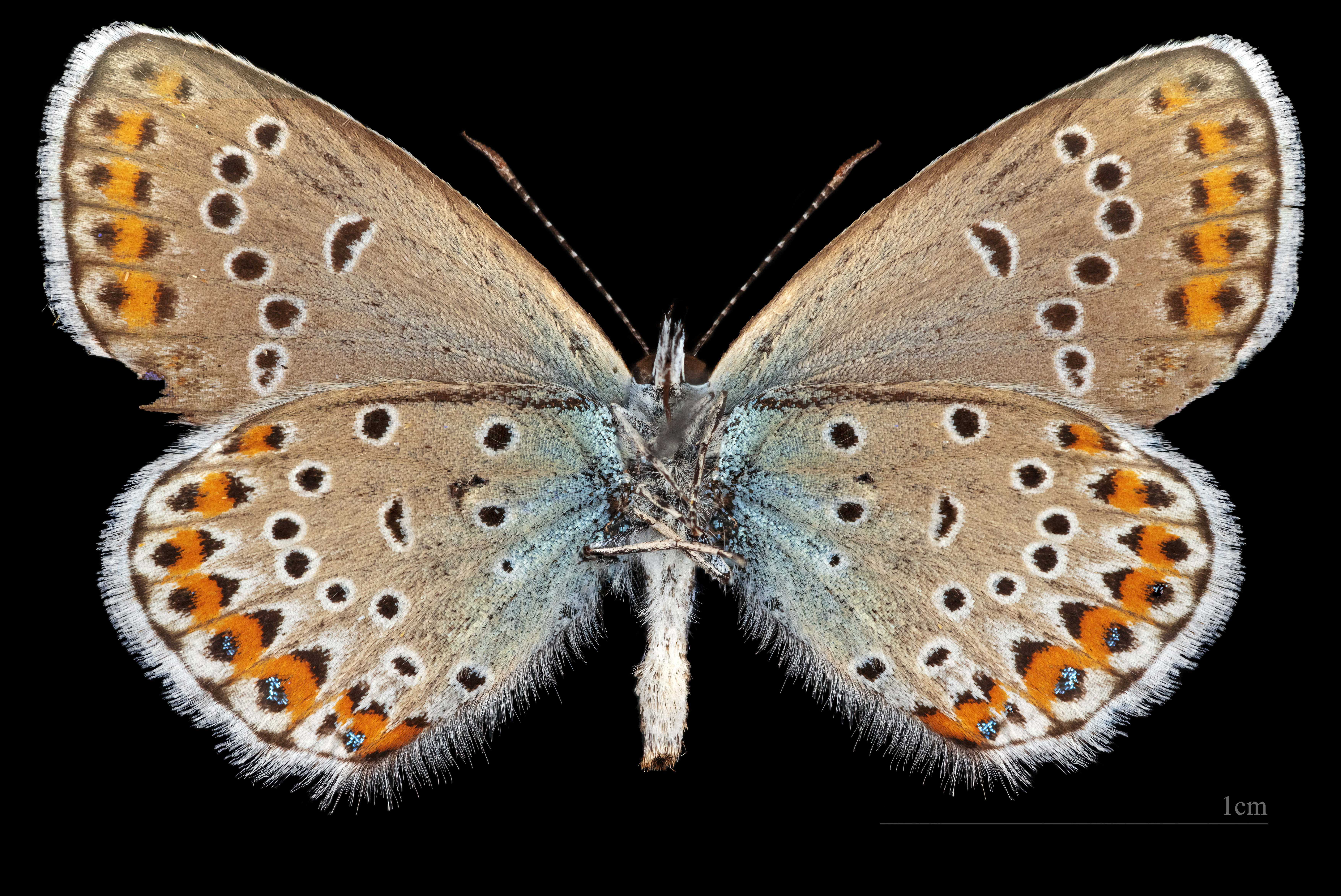
♂ △
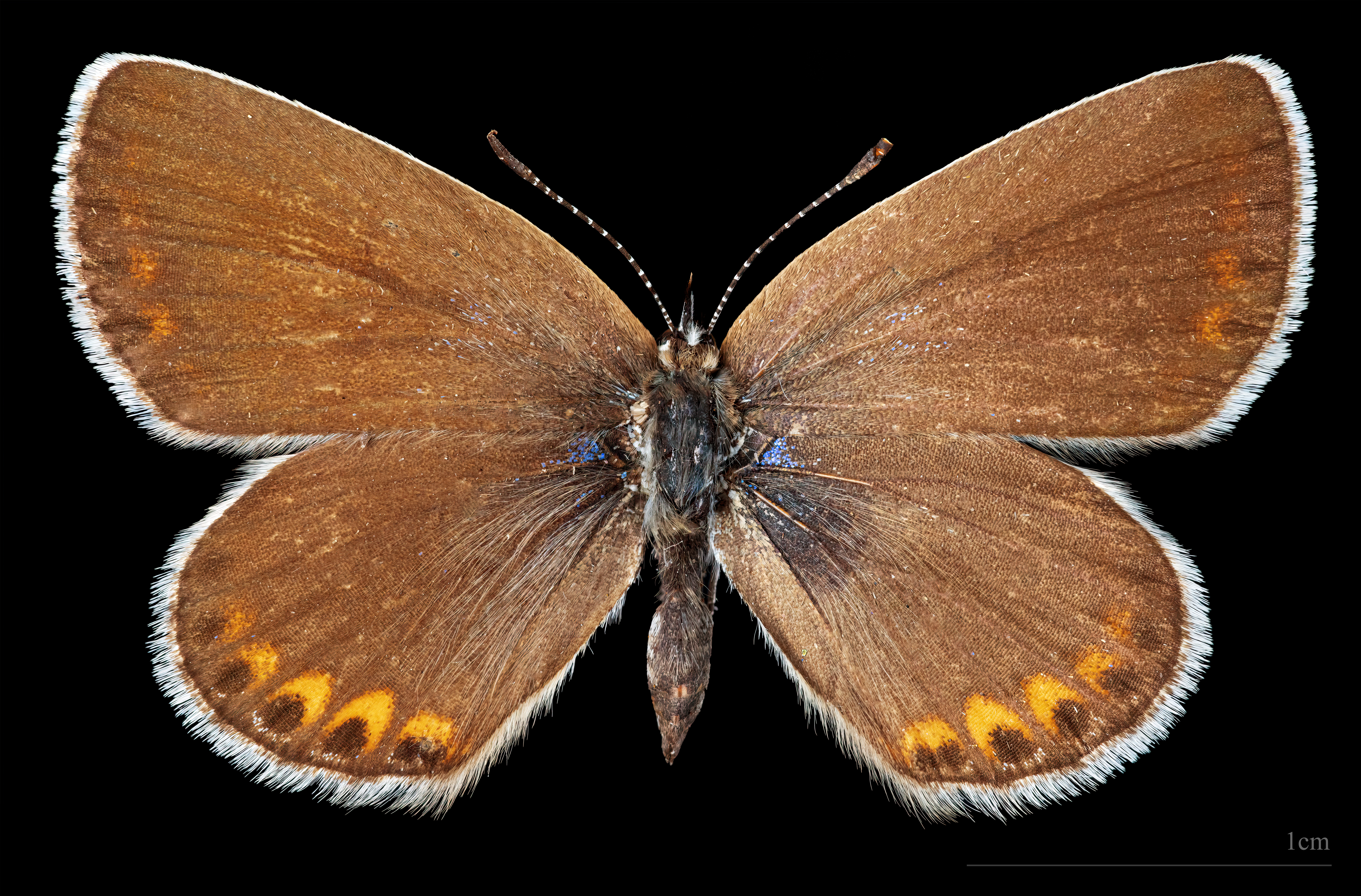
♀
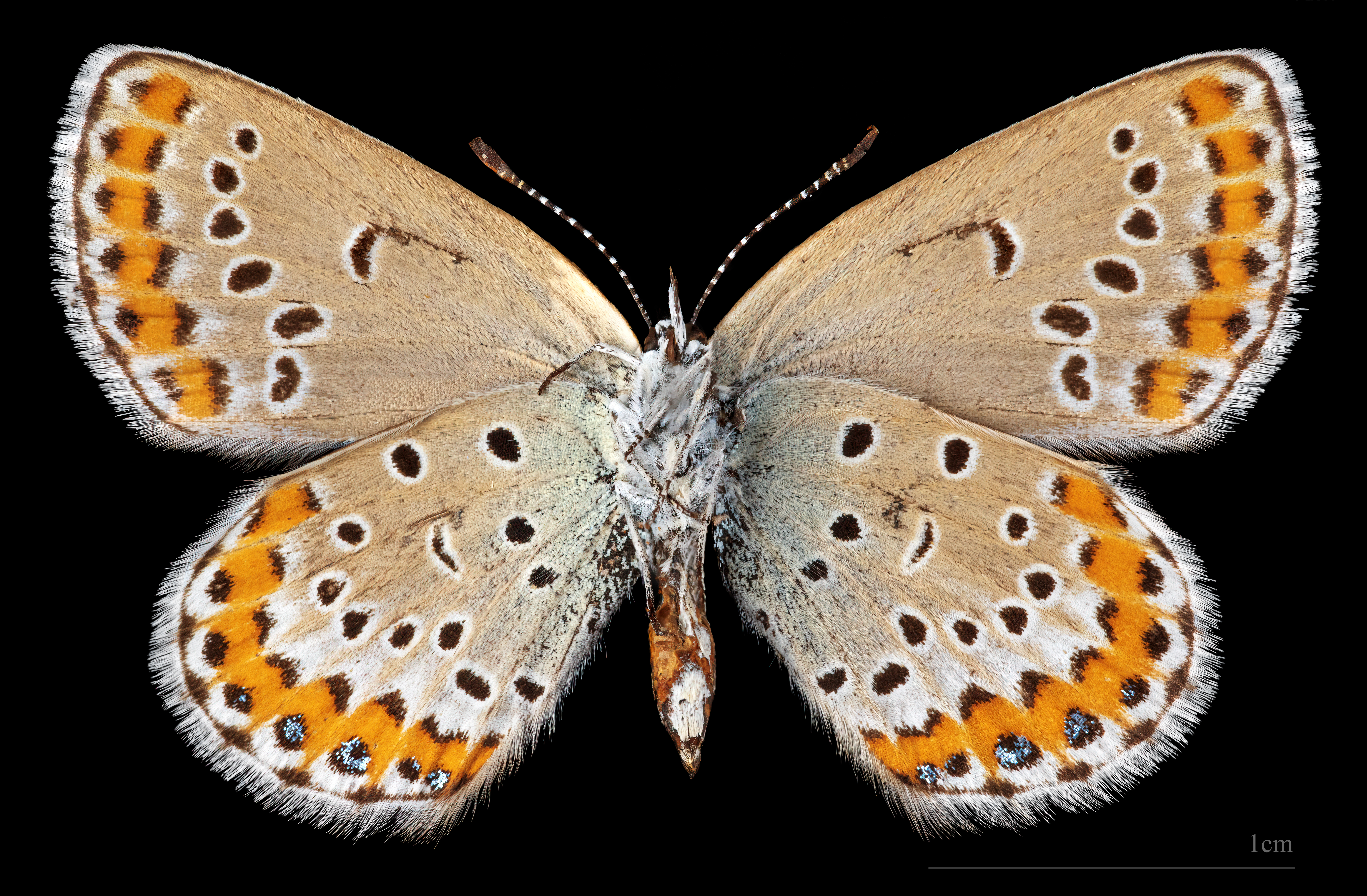
♀ △

## 分布

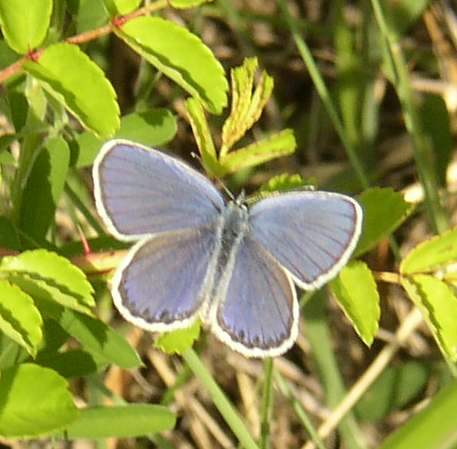
日本の個体

日本では主に中部、関東地方北部に分布する。ただし山地性が強く、関東平野にはいない。生息地が重複する地域ではヒメが山地草原、本種は河原と棲み分ける。
新潟県柏崎市は国内唯一の海岸帯生息地である。

## 保全状況評価
ミヤマシジミLycaeides argyrognomom praeterinsularis(Verity)
- 絶滅危惧IB類 (EN)（環境省レッドリスト）

2007年の環境省レッドリストでは絶滅危惧II類であったが、2012年には絶滅危惧IB類に指定された。